# Landgericht Detmold
Das Landgericht Detmold ist ein Gericht der ordentlichen Gerichtsbarkeit und eines von zehn Landgerichten im Bezirk des Oberlandesgerichts Hamm.

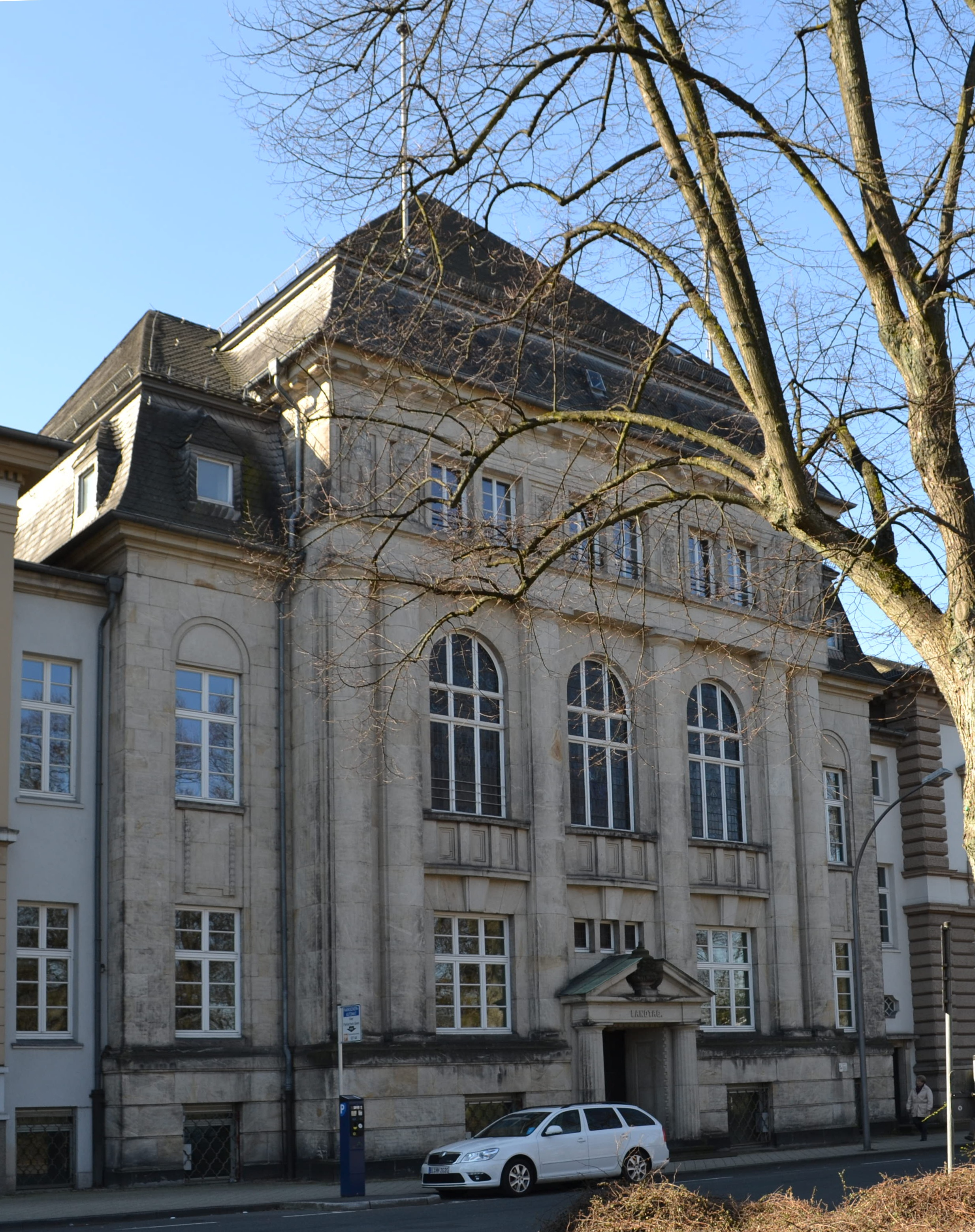
Sitz des Landgerichts Detmold, früher Sitz des Lippischen Landtages

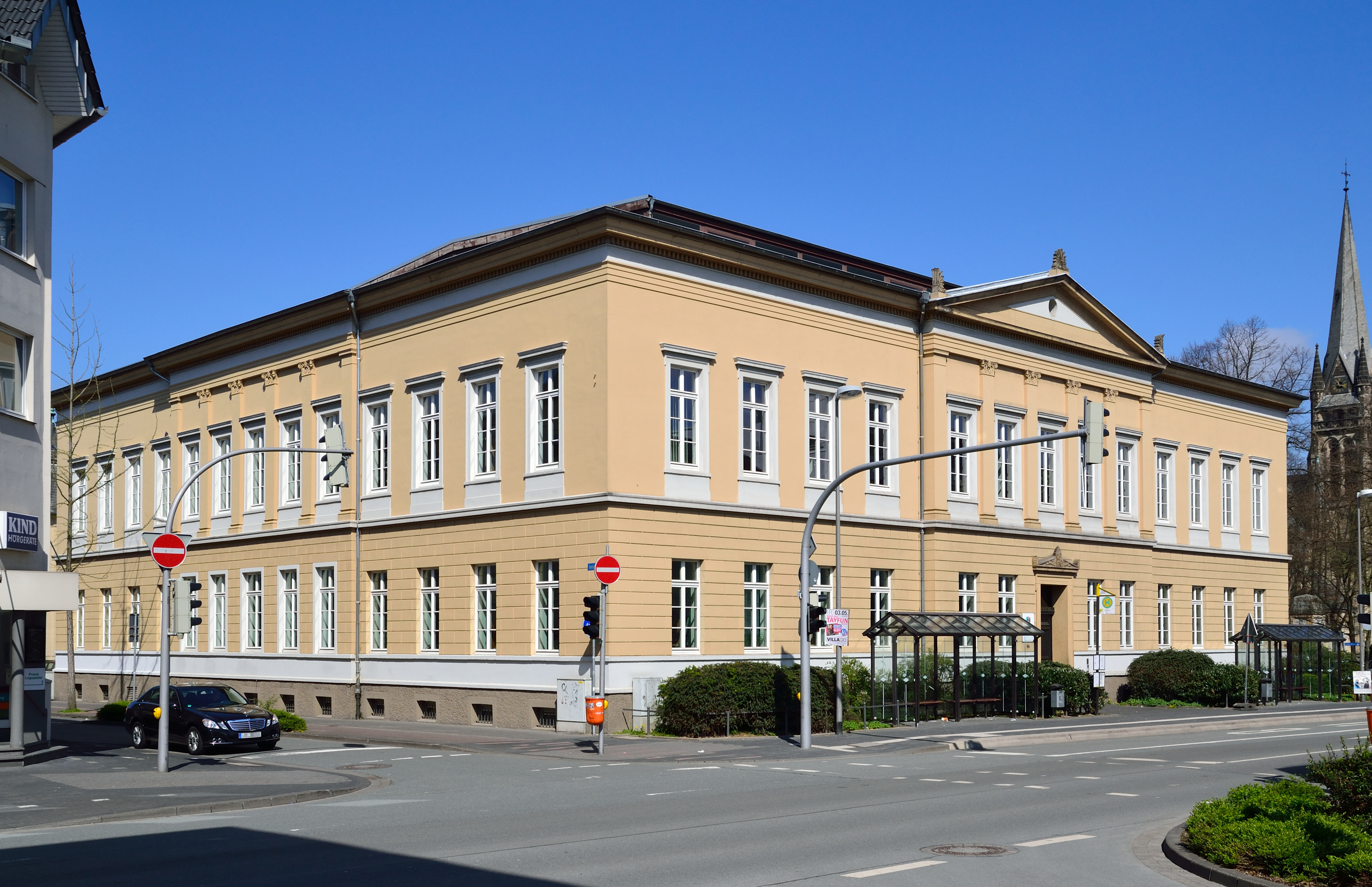
Gebäude in der Paulinenstraße

## Gerichtssitz und -bezirk
Sitz des Gerichts ist Detmold in Nordrhein-Westfalen. Der Gerichtsbezirk umfasst für die Bereiche Zivil-, Handels- und Strafsachen den Kreis Lippe, der im Wesentlichen dem früheren Fürstentum Lippe und späteren Freistaat Lippe entspricht, und ist der kleinste im Oberlandesgerichtsbezirk Hamm. In Baulandsachen (§ 220 Baugesetzbuch) ist das Landgericht Detmold allerdings für den Regierungsbezirk Detmold zuständig.

## Geschichte
Seit 1857 war aufgrund des Staatsvertrags zwischen dem Fürstentum Lippe und dem Königreich Hannover das hannoversche Oberappellationsgericht Celle auch für Appellationen gegen Entscheidungen der Lippischen Obergerichte zuständig. Als 1866 Hannover von Preußen annektiert wurde, änderte sich hieran im Wesentlichen nichts. Wegen der neuen, reichseinheitlichen Gerichtsverfassung wurde der neue Preußisch-Lippische Staatsvertrag vom 4. Januar 1879 nötig, nach welchem der Hauptteil des Fürstentums Lippe als Bezirk des Landgerichts Detmold in der Zuständigkeit des jetzigen Oberlandesgerichts Celle verblieb. Im Landgerichtsbezirk wohnten 1888 zusammen 111.700 Personen. Am Gericht waren ein Präsident, ein Direktor und 5 Richter beschäftigt. Dem Landgericht waren 9 Amtsgerichte zugeordnet. Dies waren die Amtsgerichte Alverdissen, Blomberg, Detmold, Hohenhausen, Horn, Lage, Lemgo, Oerlinghausen und Salzuflen.
Lippe bzw. das Landgericht Detmold blieb in der Zuständigkeit des Celler Obergerichtes bis zur Umgliederung in das Oberlandesgericht Hamm ab 1. Oktober 1944, also gegen Ende des Zweiten Weltkriegs. Diese Änderung wurde zwar zum 1. April 1946 wieder rückgängig gemacht, dann wurde jedoch aufgrund der Vereinigung des Landes Lippe mit dem Land Nordrhein-Westfalen vereinbart, dass das Landgericht Detmold erneut in den Bezirk des Oberlandesgerichts Hamm umgegliedert wurde.
Eine Ausnahme bildeten die lippischen Exklaven Lipperode und Cappel bei Lippstadt. Diese gingen bereits 1879 aufgrund des oben genannten Staatsvertrags vom 4. Januar 1879 in die Zuständigkeit des Amtsgerichts Lippstadt über und gehörten daher schon immer zum Bezirk des Oberlandesgerichts Hamm.

## Präsidenten
- 1879–1882: August Caesar
- 1883–1892: Friedrich Karl Wasserfall (1828–1892)
- 1892–1893: August Hermann Ferdinand Böhmer (1823–1893)
- 1893–1904: Johannes Hunnaeus (1835–1916)
- 1904–1922: Otto Preuß
- 1923–1926: Rudolf Müller
- 1926–1946: Julius Winkelsesser
- 1947–1958: Ernst Bauer
- 1958–1972: Wilhelm Bünemann
- 1972–1990: Werner Schuldt
- 1991–1994: Günther Bosse
- 1994–2001: Wilhelm Brandt
- 2001–2009: Wolfgang Prahl[3]
- 2009–2013: Peter Clemen[4]
- 2014–2019: Rainer Mues[5]
- 2019–heute: Gisela Nagel[6]

## Gebäude
Das Gericht ist überwiegend im spätklassizistischen Gebäude Paulinenstraße 46 untergebracht, und zwar seit 1879/80, der Einrichtung eines Landgerichts in Lippe. Das Gebäude wurde vom Landesbaumeister B. Hermann errichtet. Heute wird das benachbarte, an der Heinrich-Drake-Straße gelegene Gebäude des früheren lippischen Landtages mitgenutzt, der dort bis 1947 seinen Sitz hatte. Im daran anschließenden 1884/85 erbauten Gebäude hatte die Lippische Spar- und Darlehnskasse ihren Sitz. Dieses Gebäude nutzt heute die Staatsanwaltschaft Detmold. Im direkt angrenzenden Teil dieses Gebäudekomplexes am Kaiser-Wilhelm-Platz war einst die Regierung Lippes untergebracht und ist heute der Sitz des Amtsgerichts Detmold. Der Gebäudekomplex wurde noch unter der Regentschaft Leopolds IV. im Jahre 1911 fertiggestellt.

## Über- und nachgeordnete Gerichte
Das dem Landgericht Detmold übergeordnete Oberlandesgericht ist das Oberlandesgericht Hamm. Nachgeordnet sind die Amtsgerichte Blomberg, Detmold und Lemgo. Im Zuge der Kommunalen Neugliederung in den 1970er Jahren wurden folgende Amtsgerichte aufgehoben, die seit 1879 dem Landgericht Detmold nachgeordnet waren: Alverdissen zum 1. Juli und Hohenhausen zum 1. Oktober 1969, Horn zum 1. Januar 1970, Bad Salzuflen zum 1. Juli 1977 sowie Lage und Oerlinghausen zum 31. März 1979.